# Добийся успіху (фільм)
«Добийся успіху» (англ. Bring It On) — американська спортивна комедія про змагання університетських груп підтримки.
«Добийся успіху» вийшов на екрани Північної Америки 25 серпня 2000 року та мав успіх у прокаті. Фільм зайняв перше місце в північноамериканських кінотеатрах і залишався на цій позиції два тижні поспіль, зібравши приблизно 90 мільйонів доларів. Фільм також отримав загалом позитивні відгуки та став культовим.
Це перший із серії фільмів «Добийся успіху». Після нього були зняті шість сиквелів у форматі direct-to-video, жоден із яких не містить оригінального акторського складу: Добийся успіху знову (2004), Добийся успіху 3: Все або нічого (2006), Добийся успіху: Все за перемогу (2007),Добийся успіху: Борись до кінця (2009), Добийся успіху: Глобальне змагання чирлідерів (2017), а також телефільм Добийся успіху: Уболівайте або помріть (2022).

## Сюжет
Ці дівчата з групи підтримки університетської футбольної команди знають, як привернути до себе увагу. При погляді на них у хлопців різко підвищується кров'яний тиск. Вони просто чарівні, надзвичайні, їх енергійні танці приводять в збудження натовп уболівальників. Вони мають скажений успіх, адже їх пружні молоді тіла виробляють таку кількість сексуальної енергії, що глядачі, забувши про футбол, приходять на стадіон тільки заради них. Але, оскільки, така група підтримки є майже у кожного університету, між дівчатами з різних команд розгортається неабияка боротьба за звання найкращої у своєму роді. У хід йдуть найнесподіваніші прийоми та хитрощі, і деколи справа наближається до рукопашної. Але, щоб дійсно вважатися найкращою командою, треба перемогти в національному чемпіонаті, а цього зможуть домогтися тільки найкрасивіші, найталановитіші, найзавзятіші та найсексуальніші.